# 다나베성 (교토부)

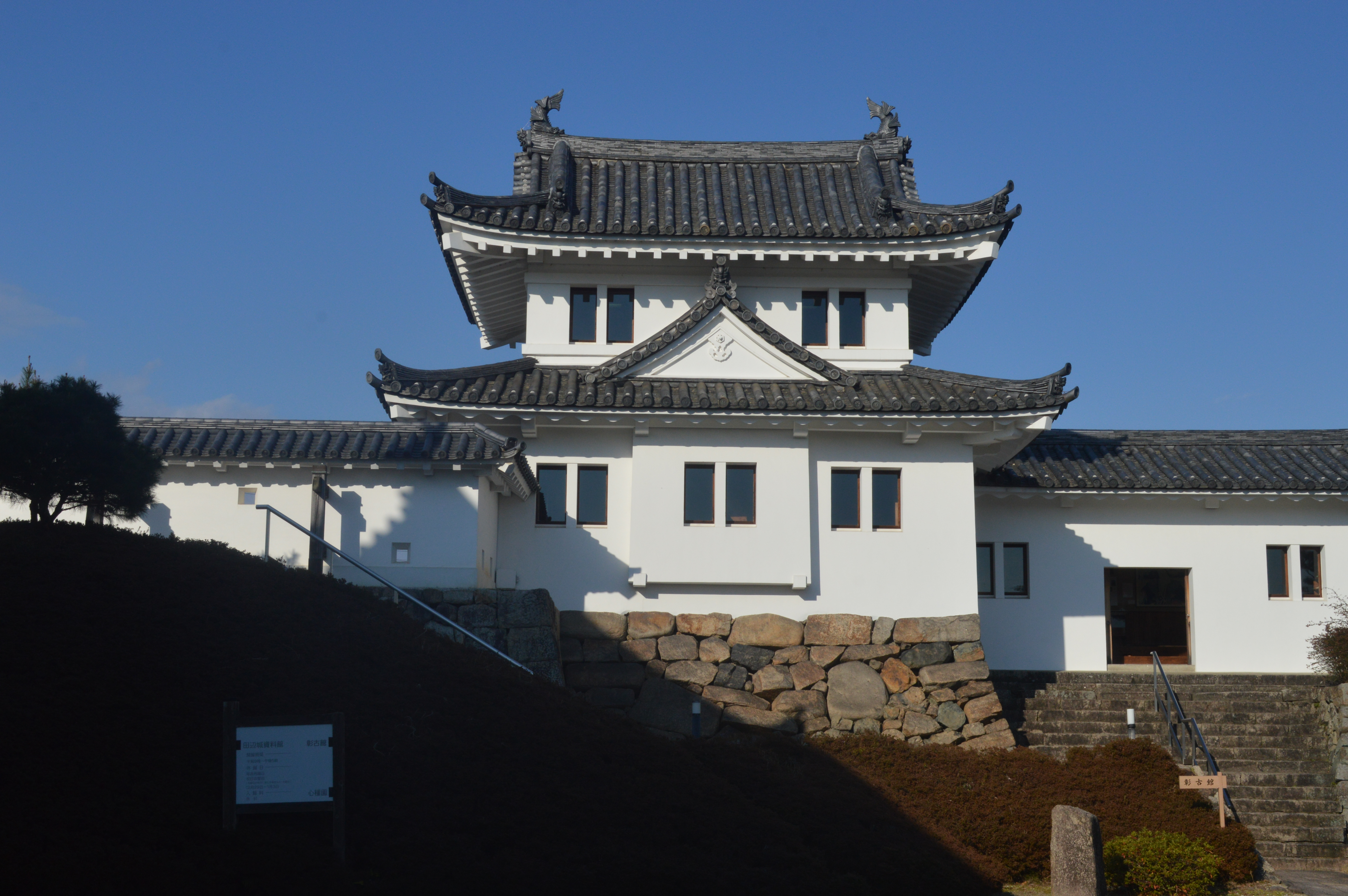
2층 망루

다나베성(일본어: 田辺城 다나베조[*])은 교토부 마이즈루시에 있는 윤곽식 평성이다. 에도 시대 다나베 번의 번청으로 사용되었다. 이명으로는 부가쿠 성(舞鶴城)이며 이 이명으로부터 마이즈루(舞鶴)라는 지명이 유래되었다.

## 역사
아즈치모모야마 시대
1578년 오다 노부나가의 명으로 단고의 슈고 다이묘 잇시키 요시미치 세력을 멸한 호소카와 후지타카가 그 공으로 이지역을 하사 받아 미야즈 성에 입성한다. 하지만, 기나이에 가깝고 교통의 요지인 가사 군 다나베에 성을 축조해 단고의 중심지로 삼았다. 정계은퇴 후, 성은 아들 호소카와 다다오키에게 주었다.
다나베 성 공방전
1600년 세키가하라 전투가 일어나자, 가문의 당주인 호소카와 다다오키는 이시다 미쓰나리가 이끄는 서군의 유혹을 뿌리치고, 도쿠가와 이에야스가 이끄는 동군에 속했다. 정계를 은퇴했던 호소카와 후지타카는 자신의 성인 미야즈 성에서는 서군의 공세를 막을 수 없다 생각해 미야즈 성을 불지르고, 다나베 성으로 입성한다. 다나베 성에는 곧 1만 5천의 서군이 포위했다. 이때 군의 지휘자는 오노기 시게카쓰와 마에다 시게카쓰였다. 50일을 농성한 끝에 후지타카는 자신이 가지고 있던 고금전수의 책이 전화로 소실될 것을 우려하여 이를 고요제이 천황에 헌상했다. 이에 후지타카의 죽음을 걱정한 천황이 중개를 서면서 서군은 공격을 멈추고, 후지타카가 성문을 열기를 기다렸다. 성문을 연 후지타카는 적장 마에다 시게카쓰의 단바 가메야마 성에 유패되었다. 이후, 세키가하라 전투는 동군이 승리하였고, 후지타카는 교토로 가 여생을 보낸다.
에도 시대
세키가하라 전투에서의 공으로 호소카와 다다오키는 부젠 고쿠라번으로 전봉되었고, 대신 교고쿠 다카토모가 단고 국 12만 3천 석에 입봉되어 다나베 성에 입성하였다. 하지만, 전화로 소실된 미야즈 성을 재건하여 거처로 삼았기 때문에 다나베 성의 건조물은 파각되었다고 한다. 교고쿠 다카토모의 유언에 따라 적장자 다카히로가 미야즈 번 7만 5천 석을, 차남 다카미쓰가 다나베 번 3만 5천 석을, 양자 다카노부가 미네야마 번 1만 3천 석을 상속받았다.
초대 다나베 번주 교고쿠 다카미쓰는 황폐해졌던 다나베성을 재건하였다. 1668년 3대 번주 교고쿠 다카모리가 다지마 도요오카 번으로 이봉되자, 이를 대신하여 마키노 지카시게가 교토에서 다나베 번 3만 5천 석에 입봉되어 입성한다. 이 무렵 성은 대폭 보수되었고, 이 후 메이지 유신을 맞이할 때까지 마키노가의 거성이 되었다.
메이지 시대 이후
1869년(메이지 2년) 판적봉환에 행해진 후, 기이 다나베 번과 동명인 까닭에 명칭이 마이즈루 번(舞鶴藩)으로 개명되었다. 이 마이즈루는 다나베성의 별명인 부가쿠성(舞鶴城)에서 기인된 것이다.
1940년(쇼와 15년) 재건된 2층 망루는 쇼코칸(彰古館)으로 사용되고 있으며, 1997년(헤이세이 4년) 재건된 성문에는 다나베 성 자료관으로 사용되고 있다.
현재 성터는 마이즈루 공원으로 정비되어 있다.

## 관광
교통
- JR 서일본 니시마이즈루역에서 하차, 도보로 4분소요.
- 마이즈루와카사 자동차도로 마이즈루니시 나들목에서 차로 10분소요.

주변 문화시설 및 관광명소
- 다나베 성 자료관 - 다나베 성의 오테 문
- 고로 스카이타워
- 고로가 산
- 해군기념관
- 향토기념관
- 마이즈루 시정기념관

## 같이 보기
- 호소카와 유사이
- 교고쿠 다카미쓰 (에도 시대)
- 다나베성 전투
- 다나베 번 (단고국)